# Maternushaus

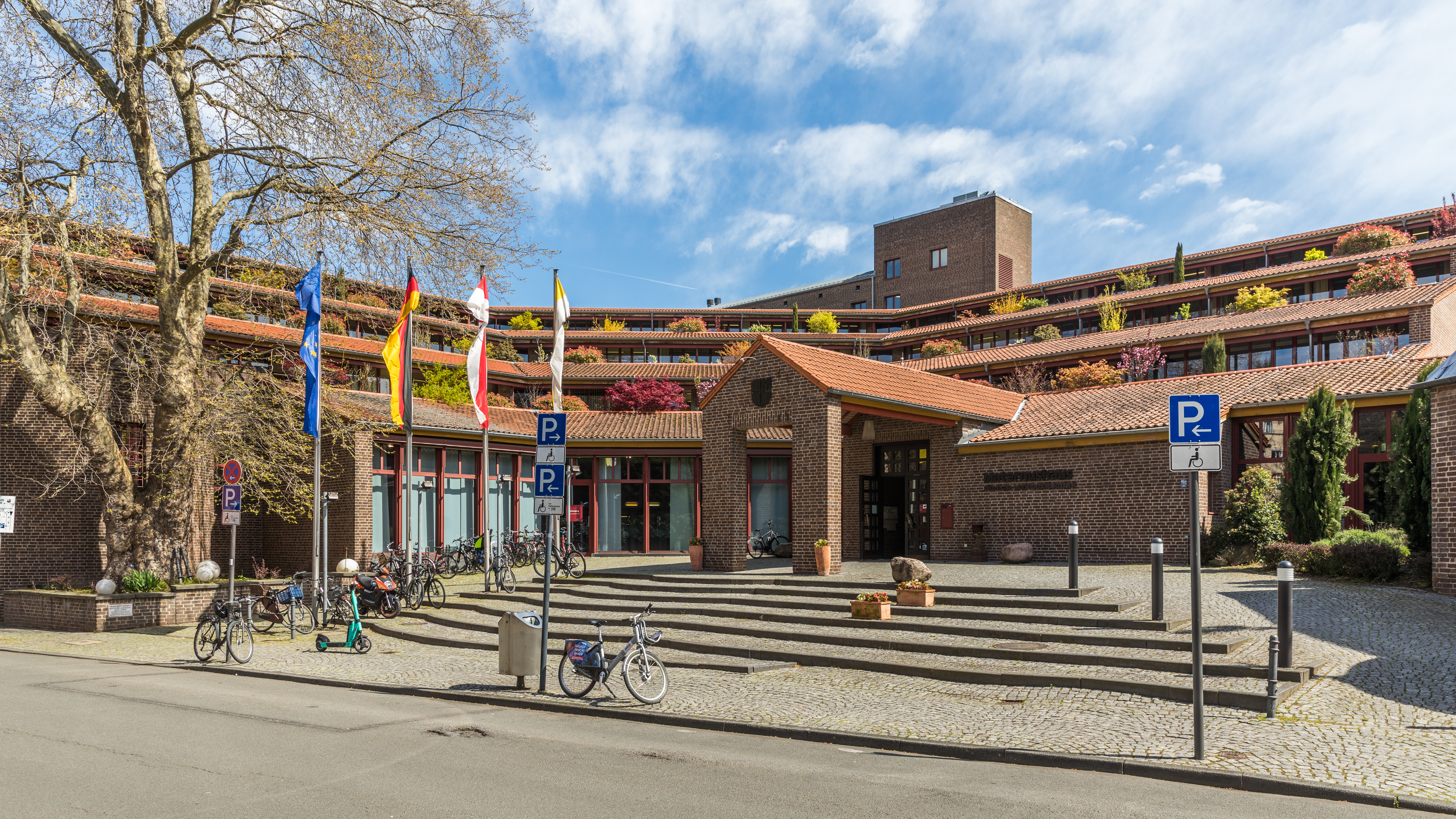
Vorderseite mit Haupteingang des Maternushauses, 2023

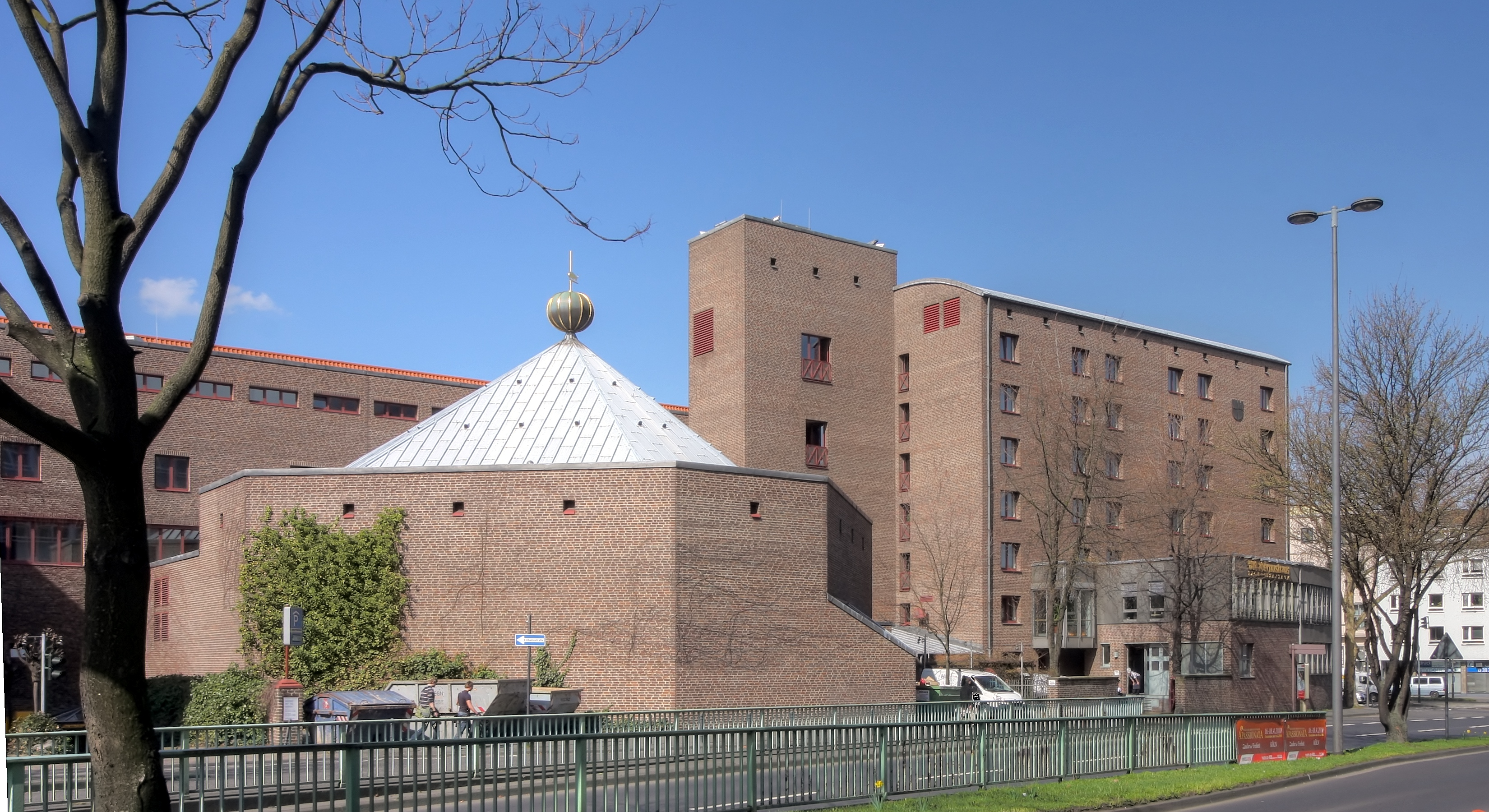
Rückansicht (Tunisstraße) mit Maternussaal, links, und Hoteltrakt, rechts (2010)

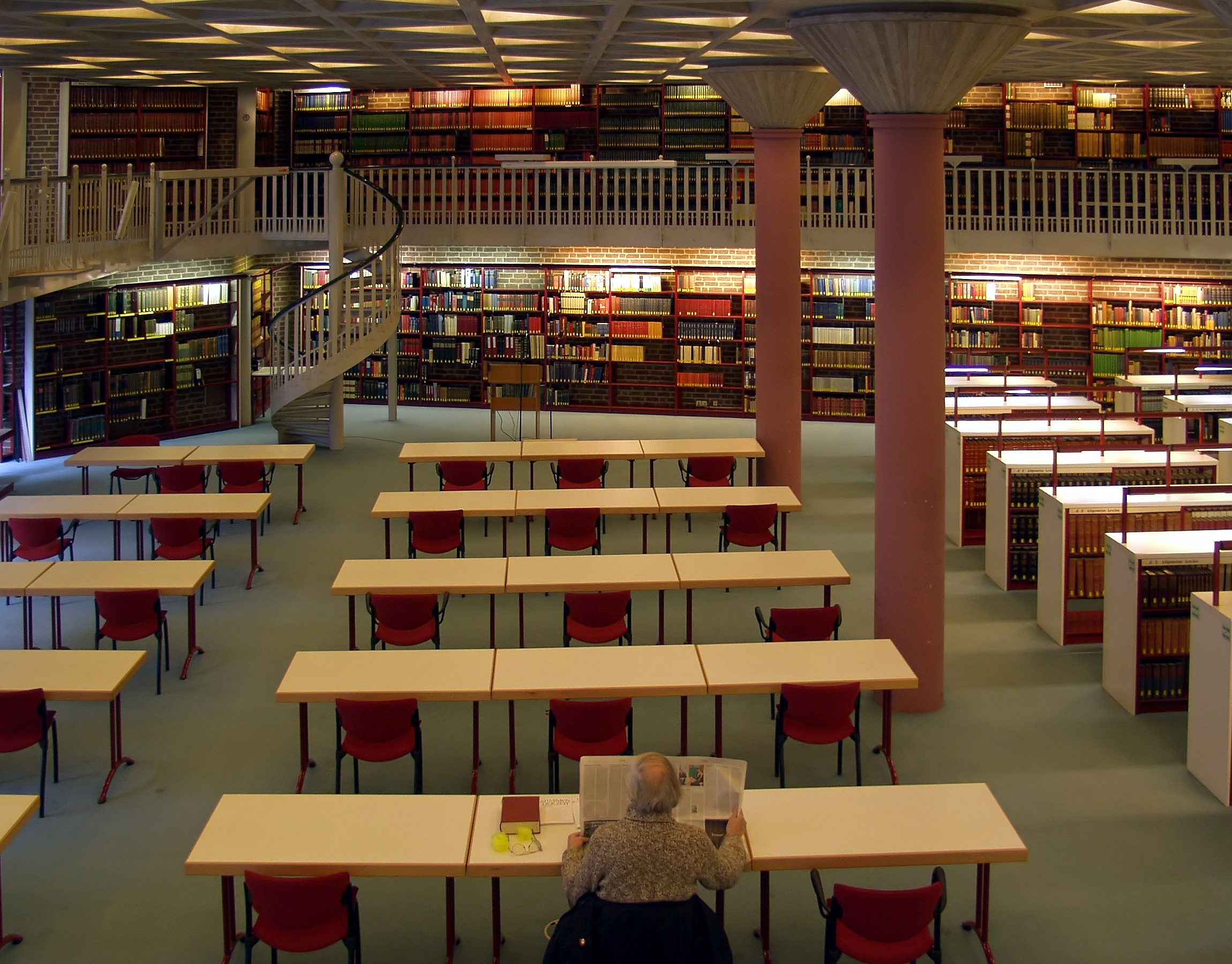
Erzbischöfliche Diözesan- und Dombibliothek (2009)

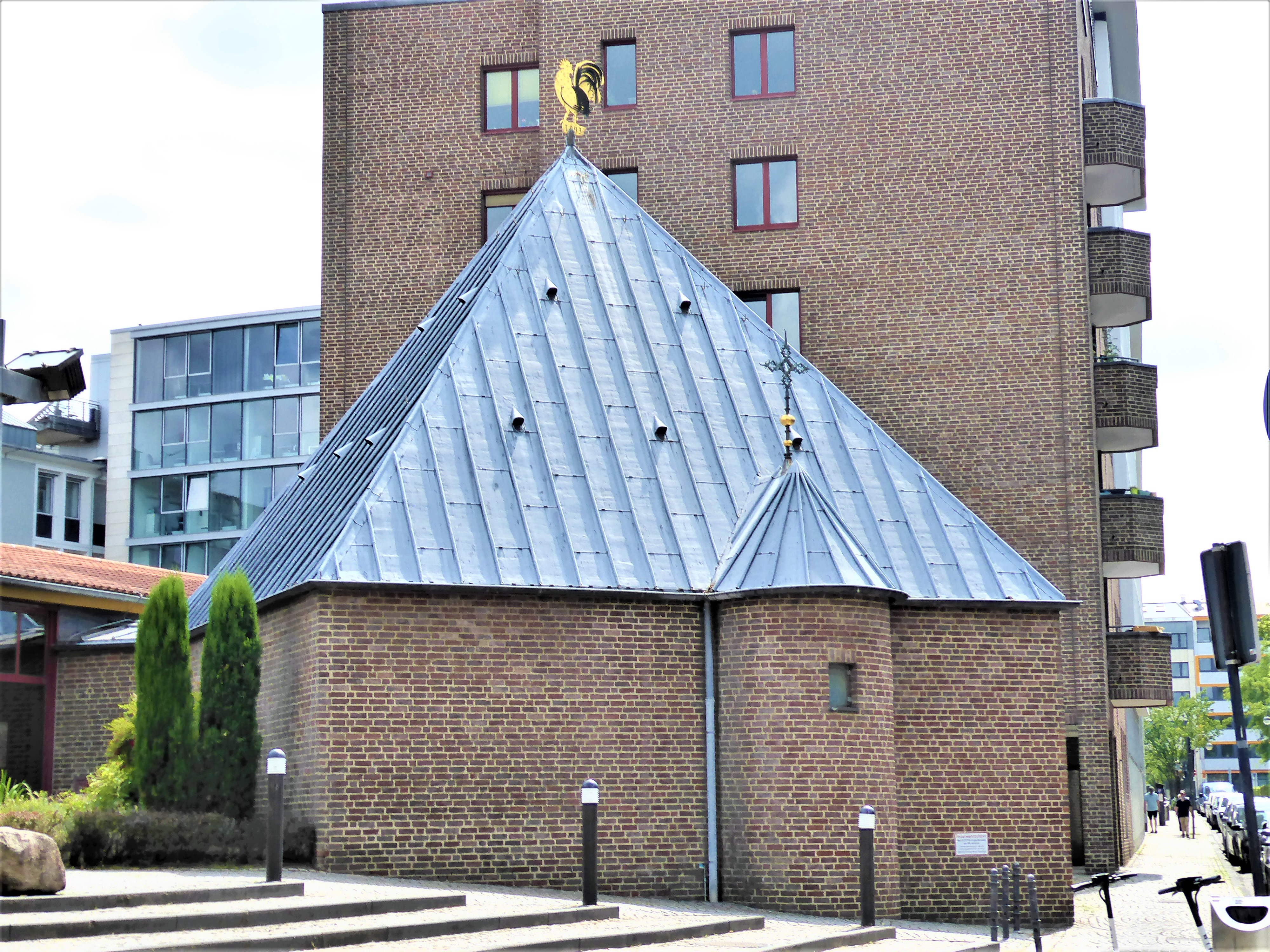
St. Maria und Maternus, die Kapelle des Maternushauses (Foto: 2020)

Das Maternushaus ist ein Tagungszentrum des Erzbistums Köln, das von 1978 bis 1983 nach einem Entwurf der Kölner Architekten Hans Schilling und Peter Kulka errichtet wurde. Es befindet sich in der Kölner Altstadt und wird nach Westen von der Kardinal-Frings-Straße 1–3, nach Norden von der Victoriastraße und nach Osten durch die Straßen Auf dem Hunnenrücken bzw. die Tunisstraße begrenzt. Die Namensgebung erfolgte nach Maternus, dem nach der Geschichtsschreibung ersten Bischof von Köln.:145 Gegenüber dem Maternushaus befindet sich auf dem weiträumigen Areal Kardinal-Frings-Straße 8–12 Ecke Gereonstraße 2–12 der heutige Sitz des Erzbischofs.

## Entstehung und Architektur
Nachdem an gleicher Stelle von 1864 bis 1978 das St.-Vincenz-Hospital bestanden hatte, dessen siebengeschossiges Schwesternwohnheim als Hoteltrakt in das Tagungszentrum integriert wurde, galt es, die freigewordene Fläche baulich adäquat neu zu nutzen. Die zentrale städtische Lage, nur wenige Gehminuten von Dom und Hauptbahnhof entfernt, in Verbindung mit der vorbeiführenden Tunisstraße, einem Teilstück der vierspurig ausgebauten und verkehrstechnisch stark belasteten Nord-Süd-Fahrt, stellte an die Architekten besondere Herausforderungen. Um diesen gerecht zu werden, wurden die lärmempfindlichen Räume an die Kardinal-Frings-Straße verlegt. Zur Tunisstraße befinden sich die „Funktionsbereiche“, darunter die Büchermagazine, Gastronomie, der daher fast fensterlose oktogonale „Maternussaal“ (Lage) sowie der vorgenannte Hoteltrakt (Lage), dessen Bestand aus der Forderung resultiert, einen Teil des ehemaligen Krankenhauses zu erhalten.:147
Das terrassenförmig über drei Geschosse gestaffelte Maternushaus öffnet sich in einem Halbrund zum ehemaligen erzbischöflichen Park an der Kardinal-Frings-Straße.:147 An dem dort so geschaffenen ansteigenden Platz befindet sich auch der Haupteingang und an dessen rechter Seite die Hauskapelle, welche durch einen japanischen Garten (Gestaltung Jom Suzuki) – als Reminiszenz an die Partnerdiözese Tokio – eingerahmt wird. Der Altar der Marienkapelle entstammt der Herler Kapelle bei Haus Herl im Kölner Stadtteil Buchheim. Nach einem Konzept von Wilhelm Nyssen war vorgesehen, dass Georg Meistermann das Innere mit Darstellungen des Marienlebens ausgestaltet.:157
Für den Bau wurden klassische Materialien verwendet, nämlich Backstein für die Wände und Marmelstein für die Böden und an den Decken Hölzer. Die Dacheindeckung erfolgte mit roten Ziegeln und Blei. Auf eine Bezugnahme auf historische Stilelemente wurde verzichtet.:155 Auf der Spitze des Maternussaals befindet sich eine große Kugel mit aufgesetzter, einen Ochsen darstellender Wetterfahne (Künstler: Paul Nagel) – ein Hinweis auf den Kirchenlehrer und Dominikaner Thomas von Aquin, der in Köln studierte und wegen seiner Schweigsamkeit, gepaart mit der Kraft seiner Worte, den Beinamen „Der stumme Ochse von Aquino“ trug.:157 Zur Versorgung mit Parkraum wurde unter dem nahegelegenen Börsenplatz eine mehrgeschossige Tiefgarage angelegt. Im Jahr 1985 wurde das Objekt mit dem Kölner Architekturpreis ausgezeichnet.

## Nutzung
Neben der Hauptnutzung als Tagungsstätte – deren größter Tagungsraum, der Maternussaal, bis zu 500 Personen Platz bietet – mit angeschlossenem Hotel nahm das Maternushaus mit seiner Fertigstellung im Jahr 1983 auch die Erzbischöfliche Diözesan- und Dombibliothek auf, eine der größten ihrer Art, ferner die Medienzentrale des Erzbistums Köln und Büroräume des Erzbischöflichen Generalvikariates.